# Championnat de Zambie d'échecs
Le Championnat de Zambie d'échecs est la compétition  d'échecs organisée par la Fédération d'échecs de Zambie.

## Vainqueurs depuis 2001
Parmi les vainqueurs, Amon Simutowe a remporté le championnat en 1996 à l'âge de 14 ans.
| Année | Vainqueur            | Championne féminine    |
| ----- | -------------------- | ---------------------- |
| 1996  | Amon Simutowe        |                        |
| 2001  | Nase Lungu           |                        |
| 2002  | Gershom Musende      |                        |
| 2003  | Nase Lungu           |                        |
| 2004  | Daniel Jere          |                        |
| 2005  | Stanley Chumfwa (en) |                        |
| 2006  |                      |                        |
| 2007  |                      |                        |
| 2008  | Richmond Phiri (en)  |                        |
| 2009  |                      |                        |
| 2010  | Gillan Bwalya (en)   |                        |
| 2011  | Daniel Jere          |                        |
| 2012  | Daniel Jere          |                        |
| 2013  | Gillan Bwalya        | Constance Mbatha       |
| 2014  | Richmond Phiri       | Lorita Mwango          |
| 2015  | Andrew Kayonde (en)  | Lorita Mwango          |
| 2016  | Andrew Kayonde       | Lorita Mwango          |
| 2017  | Andrew Kayonde       | Constance Mbatha       |
| 2018  | Andrew Kayonde       | Lorita Mwango          |
| 2019  | Richmond Phiri       | Lorita Mwango          |
| 2021  | Richmond Phiri       | Lubuuto Bwalya Mulwale |
| 2022  | Chitumbo Mwali       | Lubuuto Bwalya Mulwale |
| 2023  | Chitumbo Mwali       | Constance Mbatha       |